# Bedford (Kentucky)
Bedford város az USA Kentucky államában. Lakosainak száma 526 fő (2020. április 1.).

## Népesség
A település népességének változása:
| Lakosok száma | 677  | 599  | 526  |
|               | 2000 | 2010 | 2020 |